# Anastasia (groupe)
Pour les articles homonymes, voir Anastasia.
Anastasia (macédonien : Анастасија, forme romanisée de Anastasija) est un groupe macédonien de dark wave; actif entre 1987 et 2002.

## Histoire
Les origines du groupe peuvent être retracées en 1987 dans un collectif appelé Aporea. Il se compose de musiciens (Goran Trajkovski, Zoran Spasovski, Predrag Svetichanin), d'artistes et de calligraphes (Kirill Zlatanov et Lazar Lecić) dirigé sous la direction spirituelle du père orthodoxe macédonien Stephen Sandzhakovski. Ce projet ne sortira qu'une seule cassette На реках вавилонских en 1988.
L'ensemble devient Anastasia et part en tournée à travers l'Europe. En 1996, l'ensemble écrit de la musique pour la pièce théâtrale Bahanaliya.

## Style musical
Le style musical du groupe est le space rock et le dark wave. Sa musique mélange les influences byzantines, de musique religieuse orthodoxe et de rythmes de la musique traditionnelle de Macédoine. Le groupe a notamment composé la bande-son du film Before the Rain, sorti en 1994, du Lion d'or à de la Mostra de Venise.

## Membres
- Goran Trajkoski (ex-Saraceni, Padot na Vizantija, Mizar, Aporea)
- Zlatko Origjanski (ex-Lola V. Stain)
- Zoran Spasovski (ex-Mizar, Aporea)